# Haruki Izawa
Haruki Izawa (井澤 春輝 Izawa Haruki?), född 14 juni 1999 i Miyazaki prefektur, är en japansk fotbollsspelare.
Izawa började sin karriär 2018 i Tokushima Vortis. 2020 flyttade han till Kagoshima United FC. 2021 flyttade han till Giravanz Kitakyushu.